# Chemellier
Chemellier ist eine Ortschaft und eine Commune déléguée in der französischen Gemeinde Brissac Loire Aubance mit 825 Einwohnern (Stand: 1. Januar 2022) ½im Département Maine-et-Loire in der Region Pays de la Loire.
Die Gemeinde Chemellier wurde am 15. Dezember 2016 mit neun weiteren Gemeinden, namentlich Brissac-Quincé, Charcé-Saint-Ellier-sur-Aubance, Les Alleuds, Coutures, Luigné, Saint-Rémy-la-Varenne, Saint-Saturnin-sur-Loire, Saulgé-l’Hôpital und Vauchrétien zur neuen Gemeinde Brissac Loire Aubance zusammengeschlossen. Sie gehörte zum Arrondissement Saumur und zum Kanton Doué-la-Fontaine.

## Geschichte
In der Mitte des letzten Jahrhunderts stieß man beim Ausheben von Hausfundamenten auf Gräber unterschiedlicher Form: einige gewöhnliche und einige ältere eiförmige, bei denen die Knochen zum Teil verbrannt waren. Abt Garnier gibt an, dass die Gräber gallischer Herkunft seien und „ihr Name Carnaïoux“ laute.
Bis vor der Revolution, waren oberirdische Häuser im Hochland und in der Stadt eine Seltenheit. Die meisten lebten in Behausungen, die in den Tuffstein gegrabenen worden waren (Grotte de Tuf), und die man im ganzen Land noch heute in großer Zahl findet. 1805 begann der Bau der heutigen Stadt. 1870 bestand sie aus 56 Häusern, in den Höhlen lebten nur noch drei oder vier Personen.

## Bevölkerungsentwicklung
| Jahr                       | 1962 | 1968 | 1975 | 1982 | 1990 | 1999 | 2007 | 2014 |
| Einwohner                  | 499  | 425  | 427  | 443  | 501  | 456  | 670  | 809  |
| Quellen: Cassini und INSEE |      |      |      |      |      |      |      |      |

## Weinbau
Der Ort gehört zum Weinbaugebiet Anjou.

## Sehenswürdigkeiten
Der Pierre couverte du Moulin de Piau liegt östlich von Chemellier.

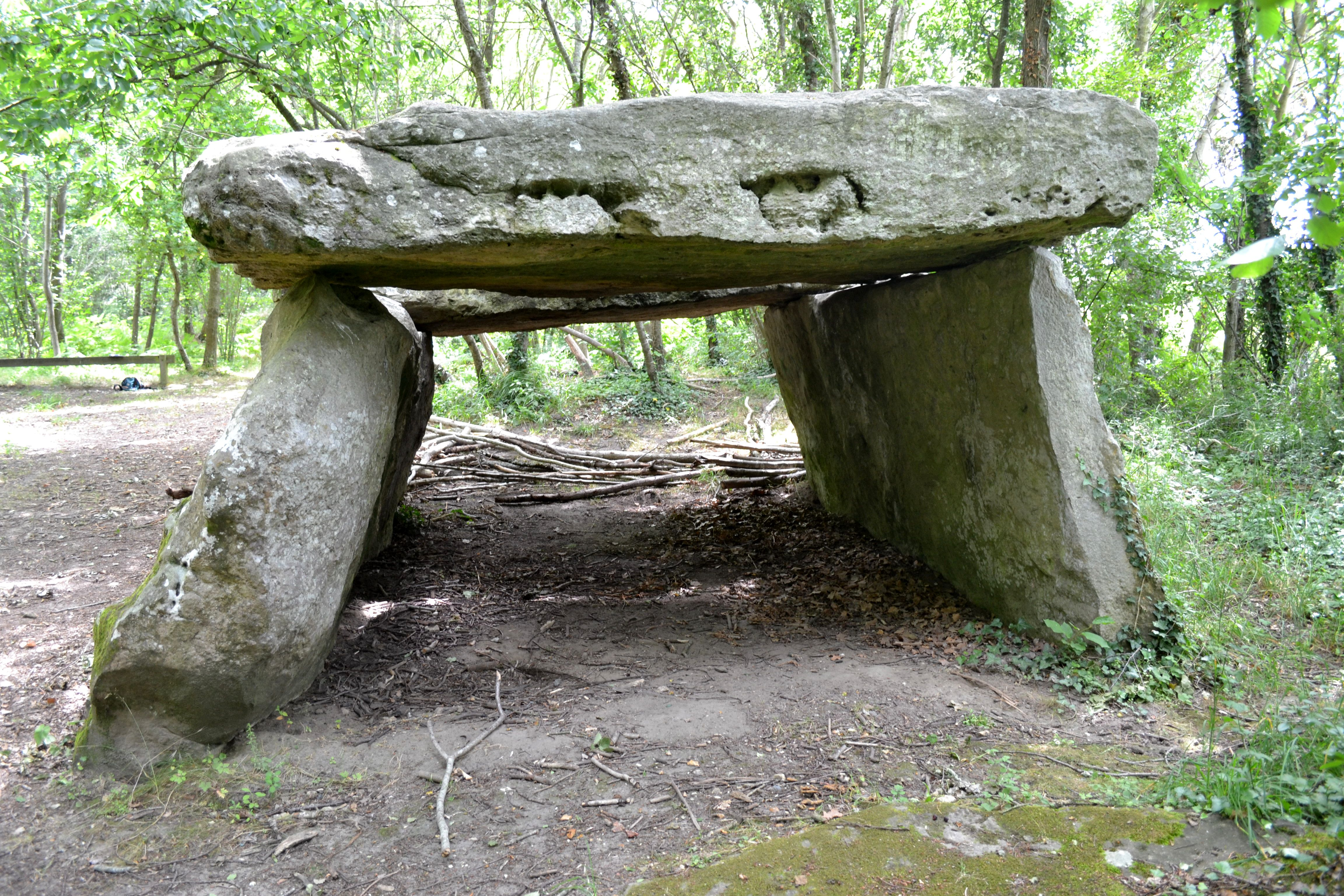
Pierre couverte du Moulin de Piau
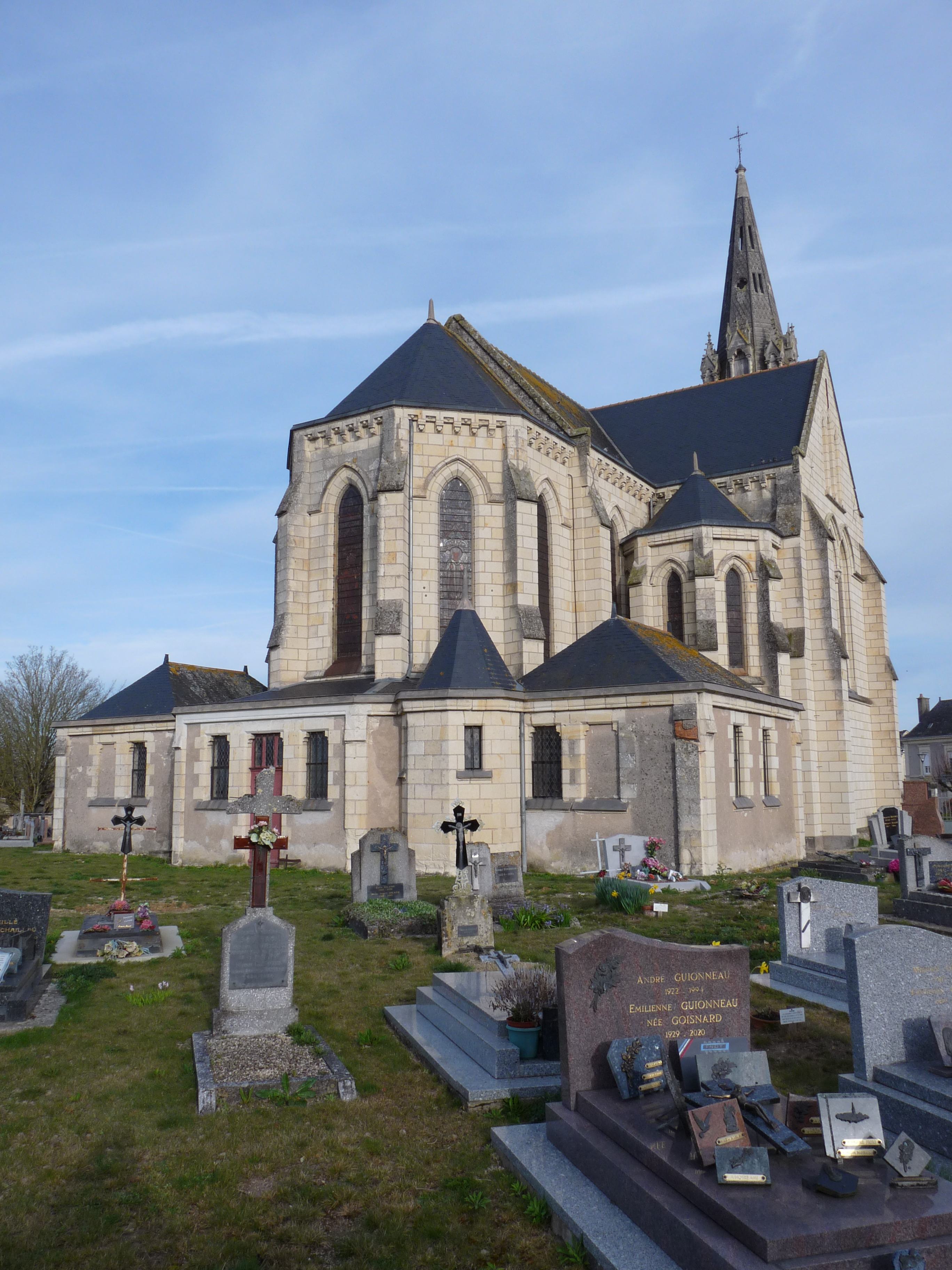
Kirche Sainmt-Aubin
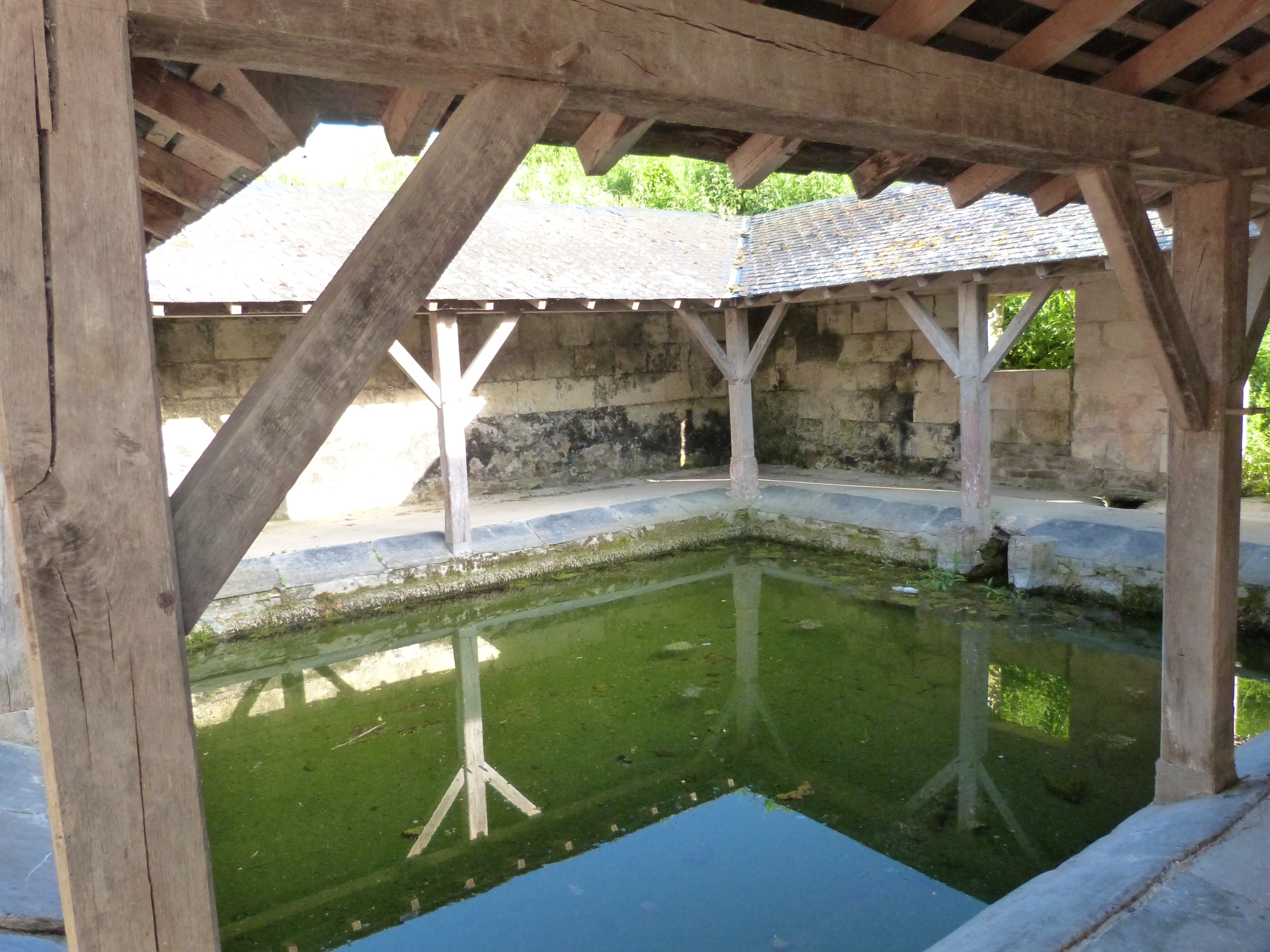
Lavoir (Waschhaus)

## Partnerschaft
Seit 1986 (offiziell seit 2006) bestehen partnerschaftliche Beziehungen zwischen Chemellier und Ibersheim am Rhein. Sie gehen zurück auf den französischen Praktikanten Eric Perdriau auf dem ehemaligen Boxheimer Hof in Ibersheim von Traude und Werner Ellenberger.

## Belege
1. ↑  Wormser Zeitung 21. Mai 2012: Vom Baby bis zur Oma.